# Angustus Labyrinthus
Angustus Labyrinthus es un complejo de valles o crestas que se cruzan cerca del polo sur marciano (en el cuadrángulo de Mare Australe), ubicado en 81.68° S y 63.25° W. Los científicos de la NASA la apodaron la "Ciudad Inca" debido a su parecido superficial con una ciudad en ruinas. Al igual que otras formaciones en el área, el nombre 'Angustus' deriva de un nombre dado por Eugene Antoniadi en 1930 a una característica de albedo que se corresponde con el área. El nombre fue aprobado en 2006.
Angustus Labyrinthus fue descubierto por la sonda Mariner 9, que fotografió una pequeña área que parecía las ruinas de una ciudad antigua. Los miembros del equipo Mariner 9 la llamaron "Ciudad Inca". Parecían dunas de arena que se habían formado a partir de vientos que soplaban desde dos direcciones diferentes, pero las dunas eran demasiado grandes. En 2002, la cámara de Mars Global Surveyor reveló que la 'Ciudad Inca' era parte de una gran estructura circular de 86 km de diámetro. Entonces, la forma significaba que probablemente fue causada por el impacto de un asteroide que agrietó la corteza. Más tarde, el magma fluyó a lo largo de las grietas. Cuando el magma se enfrió, se formaron paredes de roca (diques) duras y resistentes a la erosión. El cráter se cubrió y luego se exhumó parcialmente. Las duras paredes de roca quedaron en pie mientras el material circundante más blando se erosionaba.